# بالگردگاه بیمارستان توالیتی
بالگردگاه بیمارستان توالیتی (به انگلیسی: Tuality Hospital Heliport) یک فرودگاه خصوصی است. این فرودگاه در کشور ایالات متحده آمریکا قرار دارد و در ارتفاع ۷۹ متری از سطح دریا واقع شده است.